# Papryka

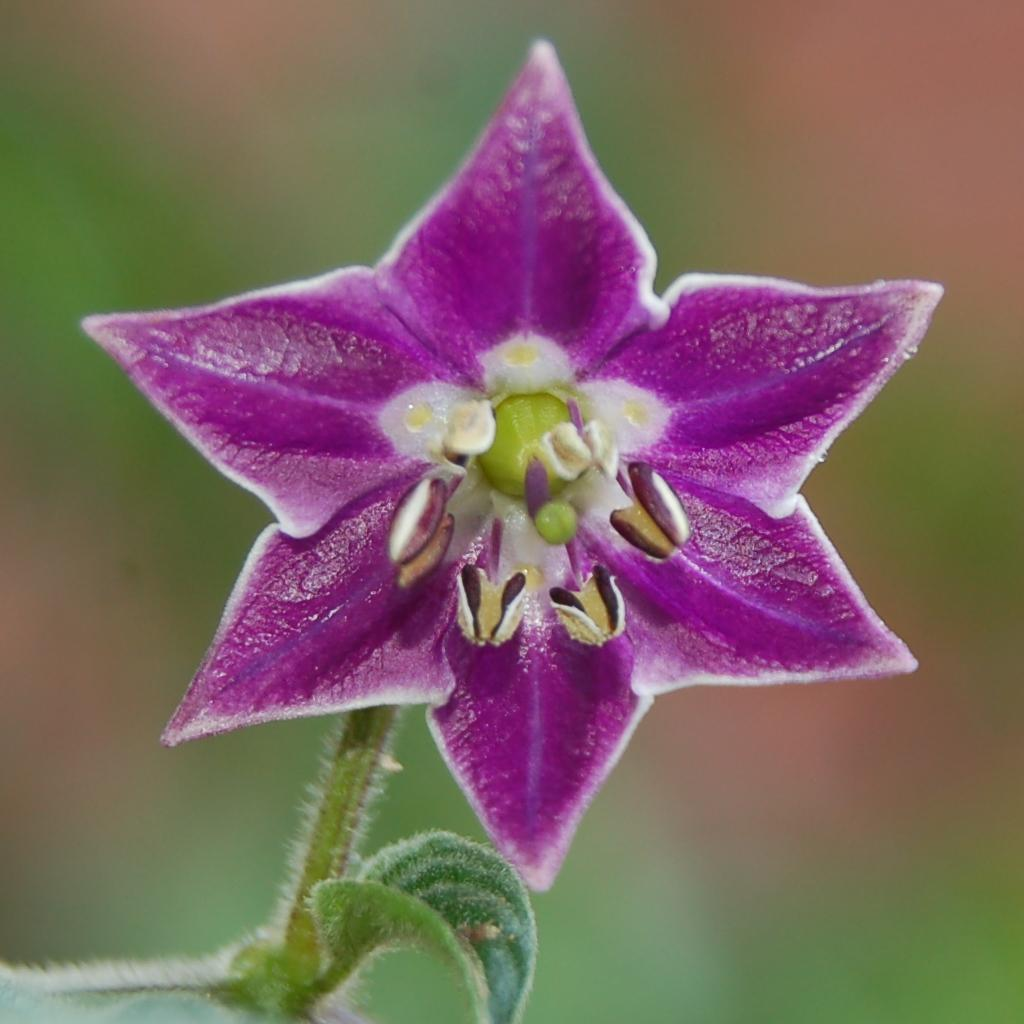
Kwiat Capsicum pubescens

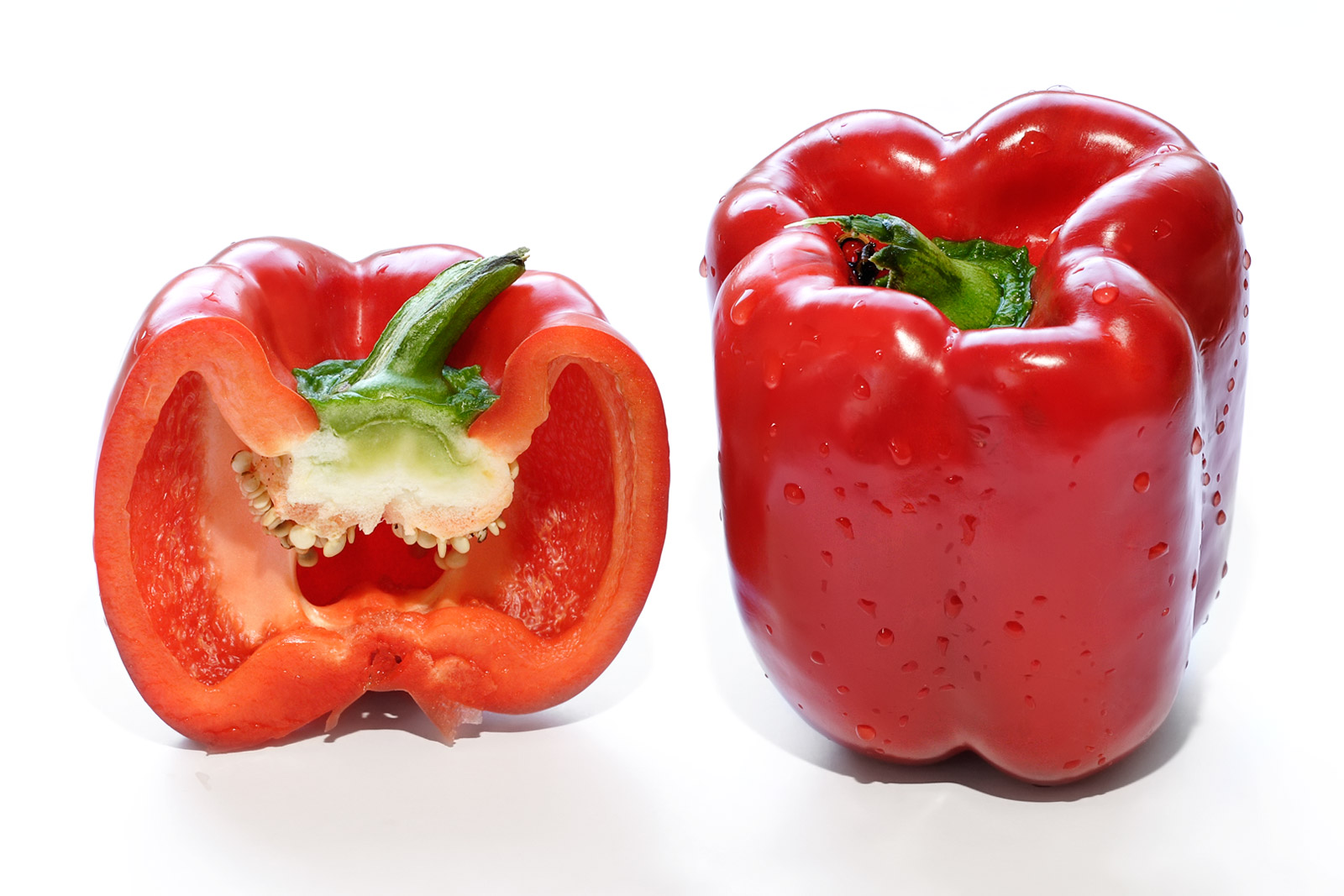
Owoce papryki rocznej

Papryka, pieprzowiec (Capsicum L.) – rodzaj roślin z rodziny psiankowatych. Obejmuje 37 gatunków. Rośliny te pochodzą z Ameryki Środkowej i Południowej z terenów między północnym Meksykiem i północną Argentyną. Współcześnie są szeroko rozprzestrzenione w uprawie na całym świecie, a jako zdziczałe spotykane są w strefie międzyzwrotnikowej i w ciepłym klimacie umiarkowanym.
Owoce kilku gatunków wykorzystywane są jako przyprawy. Mają one w drugiej dekadzie XXI wieku 25% udziału w rynku przypraw (na drugim miejscu jest pieprz czarny z udziałem 17%). Wyróżniają się one wysoką zawartością witaminy C i kapsaicyny odpowiadającej za uczucie pieczenia. Poza wykorzystaniem kulinarnym stosowane są jako rośliny lecznicze i ozdobne. Uprawiane są od co najmniej 6000 lat, wyhodowano wiele odmian, reprezentujących w ogromnej większości cztery gatunki: papryka roczna C. annuum, papryka habanero C. chinense, papryka owocowa C. frutescens i Capsicum pubescens.

## Systematyka
Pozycja systematyczna według APweb (aktualizowany system APG IV z 2016)
Rodzaj z rodziny psiankowatych (Solanaceae) z rzędu psiankowców (Solanales). W obrębie rodziny jest klasyfikowany do plemienia Capsiceae w podrodzinie Solanoideae.
Wykaz gatunków
- Capsicum annuum L. – papryka roczna, pieprzowiec roczny
- Capsicum baccatum L. – papryka jagodowa
- Capsicum buforum Hunz.
- Capsicum caatingae Barboza & Agra
- Capsicum caballeroi M.Nee
- Capsicum campylopodium Sendtn.
- Capsicum carassense Barboza & Bianch.
- Capsicum cardenasii Heiser & P.G.Sm.
- Capsicum ceratocalyx M.Nee
- Capsicum chacoense Hunz.
- Capsicum chinense Jacq. – papryka habanero
- Capsicum coccineum (Rusby) Hunz.
- Capsicum cornutum (Hiern) Hunz.
- Capsicum cumanense Fingerh.
- Capsicum dusenii Bitter
- Capsicum eximium Hunz.
- Capsicum flexuosum Sendtn.
- Capsicum friburgense Bianch. & Barboza
- Capsicum frutescens L. – papryka owocowa, pieprzowiec owocowy[9]
- Capsicum galapagoense Hunz.
- Capsicum havanense Kunth
- Capsicum hunzikerianum Barboza & Bianch.
- Capsicum lanceolatum (Greenm.) C.V.Morton & Standl.
- Capsicum longidentatum Agra & Barboza
- Capsicum minutiflorum (Rusby) Hunz.
- Capsicum mirabile Sendtn.
- Capsicum mositicum Toledo ex Handro
- Capsicum pereirae Barboza & Bianch.
- Capsicum pubescens Ruiz & Pav.
- Capsicum ramosissimum Witasek
- Capsicum recurvatum Witasek
- Capsicum regale Barboza & Bohs
- Capsicum rhomboideum (Humb. & Bonpl. ex Dunal) Kuntze
- Capsicum schottianum Sendtn.
- Capsicum scolnikianum Hunz.
- Capsicum tovarii Eshbaugh, P.G.Sm. & Nickrent
- Capsicum villosum Sendtn.

## Zastosowanie
- Należące tu rośliny znane są z jagód, które u odmian przyprawowych (pochodzących od kilku gatunków uprawianych) mają cienkie ścianki i są niewielkie, u odmian warzywnych papryki rocznej jagody są okazałe i mają ścianki zgrubiałe i mięsiste. O specyficznym, ostrym smaku owoców decyduje alkaloid kapsaicyna. Owoce są popularnie stosowane w sztuce kulinarnej. Przyrządza się z nich potrawy, a także stosuje jako przyprawę i składnik sałatek[10].
- Owoce papryki mają właściwości lecznicze[10].
- Niektóre gatunki są uprawiane jako rośliny ozdobne.